# Championnats d'Afrique de pétanque 2021
Navigation
Édition précédente Édition suivante
La 8e édition des Championnats d'Afrique de pétanque se déroule à Ouagadougou au Burkina Faso du 5 au 7 novembre 2021,

## Détails
Ouagadougou accueille la huitième édition de la compétition du 5 au 7 novembre 2021, ; 17 équipes africaines (Algérie, Bénin, Burkina Faso, Cameroun, Comores, Côte d'Ivoire, Djibouti Guinée, Madagascar, Mali, Maroc, Mauritanie, Niger, Sénégal, Tchad, Togo et Tunisie) sont engagées dans ce tournoi qui se conclut sur la victoire du Maroc (Khaled Bennar, Omar Al-Saghir, Youssef Al-Saghir et Hamza Kharbouch) en finale face au Burkina Faso, l'Algérie terminant à la troisième place. En tir de précision, le Niger s'impose en finale devant le Maroc,.

## Podiums
| Épreuve                 | Or                                                                     | Argent       | Bronze                                                                              |
| ----------------------- | ---------------------------------------------------------------------- | ------------ | ----------------------------------------------------------------------------------- |
| Triplette senior        | Maroc - Khaled Bennar - Omar Seghir - Youssef Seghir - Hamza Kharbouch | Burkina Faso | Algérie - Hamza Assad - Samir Bouterfa - Ahmed Ziadi - Mohamed Mahroug Burkina Faso |
| Tir de précision senior | Mohamed Harouna                                                        | Omar Seghir  | Moustapha Baguian Sénégal                                                           |